# Mary Bergin
Mary Bergin (Shankill (County Dublin), 1949) is een Ierse bespeelster van de tin whistle.
Haar ouders waren muzikaal, vader speelde op de diatonische accordeon en haar moeder speelde viool. Zij begon te spelen op negenjarige leeftijd, geïnspireerd door Packie Duignan.
In 1968 won zij het All Ireland tin whistle championship. In het begin van de zeventiger jaren verhuisde zij naar An Spidéal in County Galway en speelde daar met allerlei bekende figuren van de traditionele folkmuziek, onder andere met De Dannan. Momenteel speelt zij in de groep Dordán met Dearbhaill Standun, Kathleen Loughnane en Martina Goggin. 

## Discografie
- Feadoga Stain 2, Gael-linn, 1992
- Feadoga Stain, Traditional Irish Music on the Tin Whistle, Gael-linn, 1979

Met Dordán
- Celtic Aire, Narada, 1999
- Oiche Nollag/Christmas Capers, 1996  en Narada, 1997.
- Ceol Traidisiunta agus Baroc, Gael-linn, 1991